# Витамин Д
Витамин Д обухвата групу секостероида растворљивих у мастима, а два најважнија облика у којима се јавља су витамин Д2 (или ергокалциферол) и витамин Д3 (или xолекалциферол). Витамин Д, који се синтетизује у организму као последица излагања сунцу, или се уноси путем хране и витаминских додатака. Биолошки је инертан, а активира се у телу након одређених хемијских реакција.
Витамин Д је веома важан за метаболизам калцијума и фосфора, јер подстиче ресорпцију ових минерала из црева и омогућава њихово депоновање у костима. Неопходан је за правилан раст костију и зуба и за добар рад мишића и нервног ткива. Витамин Д се ствара у кожи приликом сунчања, док се потребе за додатним количинама витамина Д добијају из хране. Добри извори су: рибље уље, морска риба, маслац, јаја (жуманце).
Недостатак витамина Д проузрокује деминерализацију костију која се код деце манифестује као рахитис, а код одраслих особа као остеомалација. За лечење рахитиса се користи раствор витамина Д у уљу, који се даје орално или интрамускуларно.